# Disco-fantasma
Disco-fantasma é como são chamados os álbuns musicais com versões covers de canções gravadas por músicos anônimos, ou por músicos de sessão que não recebem os devidos créditos nos discos.
Nomes como Elton John, Isaac Hayes, Phil Lynott e Leon Russell, todos em início de carreira, gravaram músicas em discos-fantasmas. Há exemplos inclusive de álbuns com boas vendagens e que são “genéricos” de trilhas sonoras, como os do filme Os Embalos de Sábado à Noite e da novela Água Viva, da TV Globo.
Em 2019, esse assunto foi tema do quarto episódio da série História Secreta do Pop Brasileiro, no canal de TV por assinatura Music Box Brazil.

## Alguns exemplos de discos-fantasmas
| Ano  | Álbum/Coletânea Musical                                            | Selo                |
| ---- | ------------------------------------------------------------------ | ------------------- |
| 1972 | Superparada – Sucessos Internacionais nas Paradas de Todo o Brasil | Som Livre           |
| 1973 | Festa de Sucessos                                                  | PolyGram            |
| 1976 | Década Explosiva Romântica                                         | Odeon               |
| 1977 | Superexplosão Mundial                                              | cid/square          |
| 1978 | Grease - Nos Tempos Da Brilhantina                                 | Aladdin Records     |
| 1978 | Grease The Fantastic Soundtrack Band                               | RGE                 |
| 1980 | Água Viva - Temas Internacionais de Novela                         | Continental Records |
| 2001 | Premier Mundial                                                    | cid/square          |